# Catone Sacco

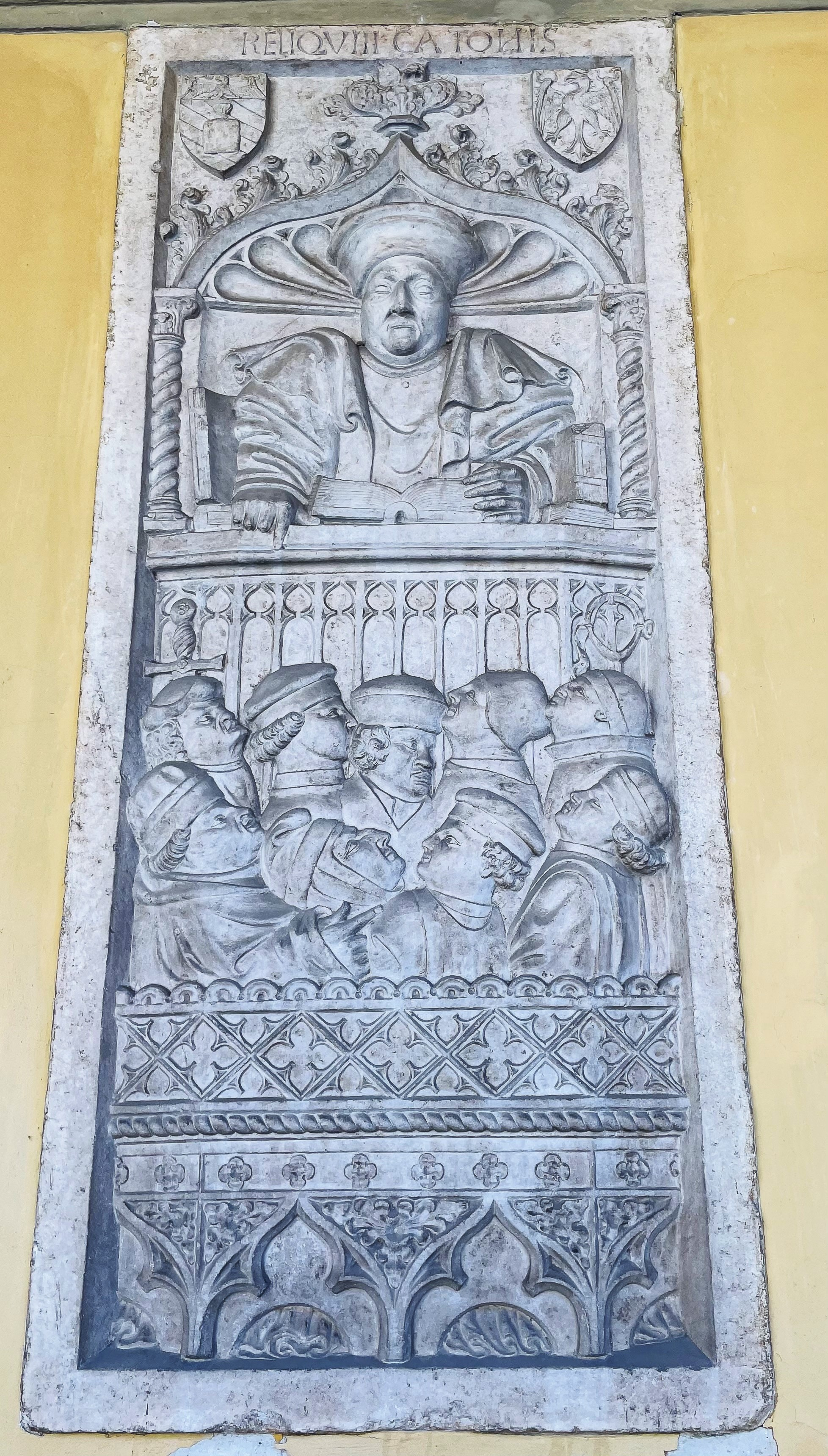
Lapide di Catone Sacco, 1463, Palazzo Centrale dell'Università di Pavia.

Catone Sacco, detto anche Catone da Pavia, latinizzato come Cato Saccus o Sachus (Pavia, 1394/1397 – Pavia, aprile 1463), è stato un giurista italiano del XV secolo.

## Biografia
Nacque tra il 1394 e il 1397 a Pavia, da una importante famiglia che era coinvolta nel governo della città.
Studiò diritto presso la locale università, conseguendo il dottorato in civilistica ed entrando nel collegio dei dottori giuristi nel 1418. Dal 1417-18 insegnò stabilmente presso la sua università fino all'anno della morte, interrompendo l'attività accademica tra il 1422 e il 1424 quando fu vicario del podestà di Verona.
Morì nel 1463 e fu sepolto a Pavia in una cappella della chiesa di Santa Maria del Carmine; dopo il 1786 la sua lapide fu spostata nei portici della sede dell'Università. In base alle sue volontà testamentarie, la sua dimora (Casa Sacco) fu trasmormata in un collegio per i poveri studenti oltramontani che frequentavano l'università.

## Opere

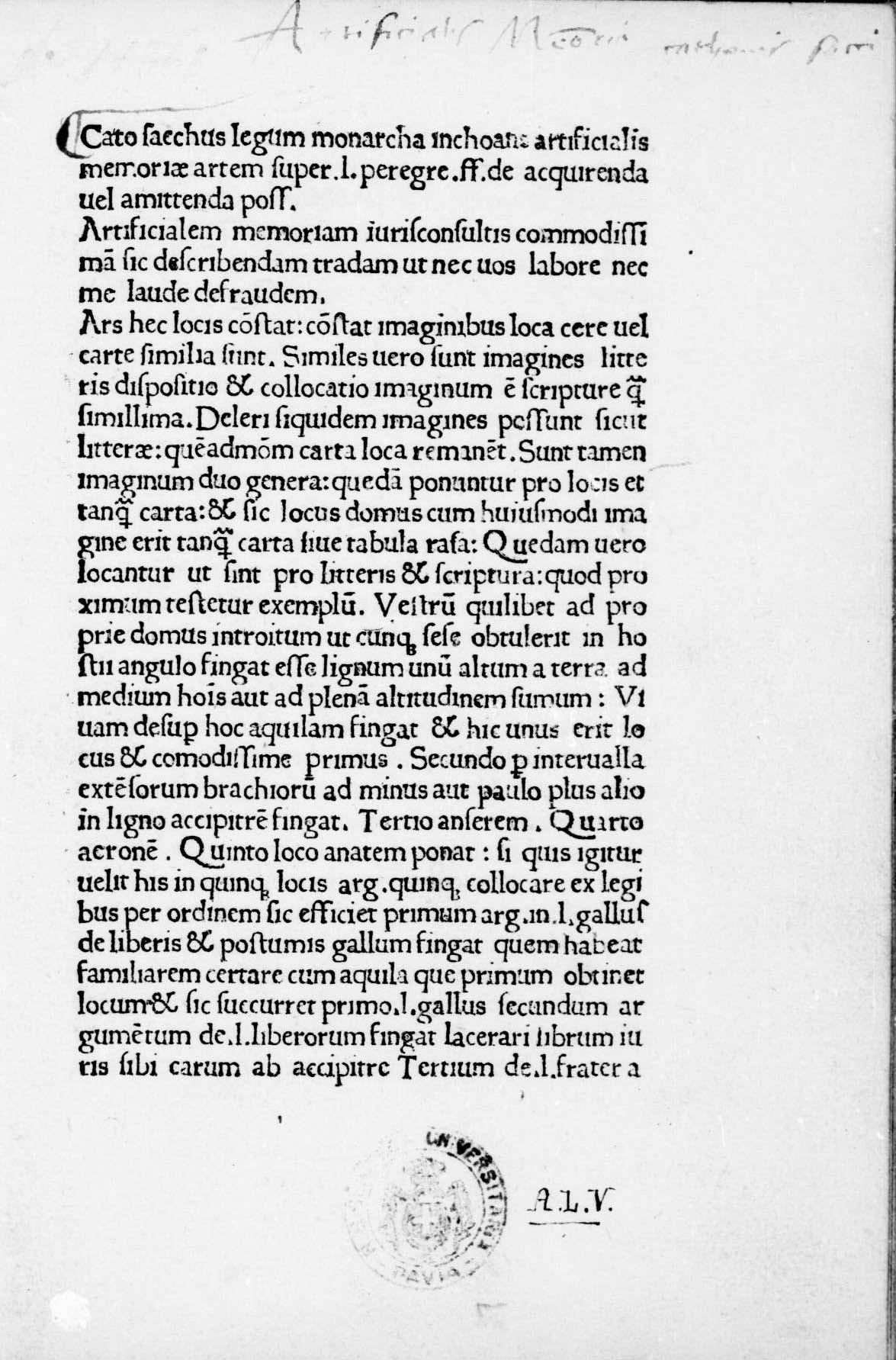
Artificialis memoriae ars, 1480

- (LA) Artificialis memoriae ars, Milano, Simone Magnago, 1480.

### Manoscritti
- Tractatus de praescriptionibus, XV secolo, Kalocsa, Főszékesegyházi Könyvtár, Kézirat, ms. 407.
- Lectura Digesti novi, XV secolo, Saint-Omer, Bibliothèque de l'agglomération de Saint-Omer, Fonds manuscrits, Ms. 482.
- Lectura Codicis, pars I, XV secolo, Stuttgart, Württembergische Landesbibliothek Stuttgart, Hofbibliothek, HB.VI.127.
- Tractatus de ultimis voluntatibus, pars I et II, Francisco Sfortia dicatus, XV secolo, Paris, Bibliothèque Nationale de France, Fonds latin, Lat. 4589.